# Príncipe de Asturias (1914)
El Príncipe de Asturias fue un gran buque correo transatlántico de vapor considerado en su momento buque insignia de la marina mercante española, siendo propiedad de la compañía de navegación Naviera Pinillos. Después de zarpar en el que sería su último viaje desde Barcelona a Buenos Aires, se hundió cerca de las costas brasileñas el 5 de marzo de 1916, tras chocar contra arrecifes, transportando 600 personas a bordo. Se perdieron 457 vidas, salvándose únicamente 143. 
El desastre del Príncipe de Asturias fue la mayor tragedia de la marina mercante española y de las ocurridas en el Atlántico sur, hasta que fue superada en 1919 por el hundimiento en Cuba del vapor Valbanera, con 488 muertos. Ambos pertenecían la misma compañía: Naviera Pinillos.

## Historia

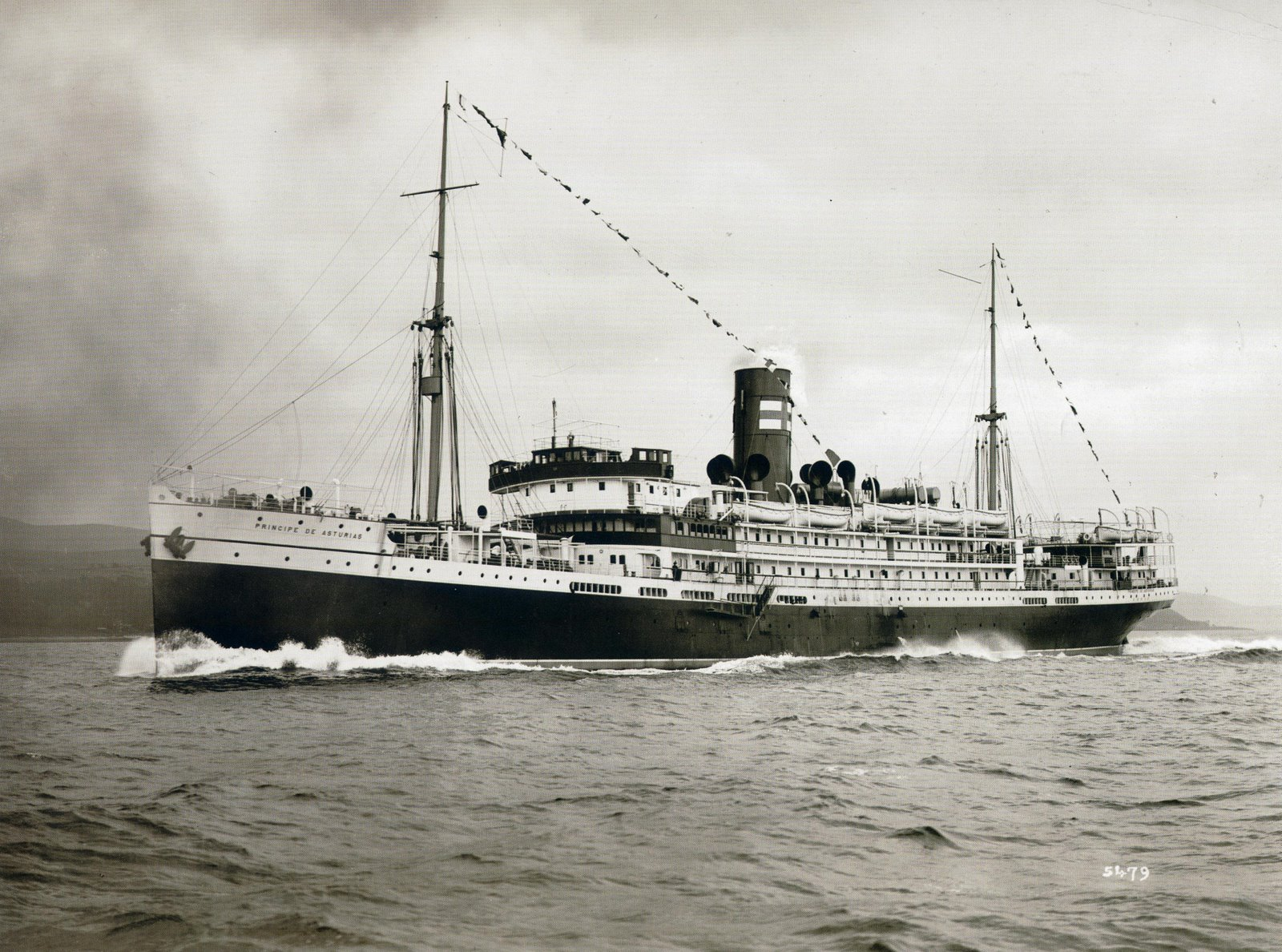
Vapor Príncipe de Asturias en pruebas de mar en 1914.

A principios del siglo XX, en 1912, la compañía Naviera Pinillos, una de las más importantes de España en aquel momento, botó el mayor barco mercante del país: el vapor correo translatlántico Infanta Isabel. Dos años después se botó su hermano gemelo, al que bautizaron Príncipe de Asturias. Ambos vapores fueron construidos en los astilleros de Kingston, en Port Glasgow (Escocia), por la Russell & Co. El Príncipe de Asturias fue el último transatlántico que se construyó en el Reino Unido para una naviera española. A partir de entonces, la Sociedad Española de Construcción Naval (SECN) desarrolló sus astilleros para satisfacer la necesidad de la flota mercante española de barcos más grandes y modernos.
Se cuidó mucho la seguridad en los dos barcos: contaban con varios compartimentos estancos —como el Titanic—, y el casco tenía una doble capa en toda su extensión, contando con varios tanques de lastre de agua que podían llenarse o vaciarse, ajustando así la estabilidad en cualquier tipo de situación.
Su viaje inaugural se realizó el 16 de agosto de 1914.
Además de ser un barco potente y moderno, el Príncipe de Asturias también era lujoso. Poseía una biblioteca estilo Luis XVI con estanterías de madera de caoba y asientos remachados en cuero, y desde la cubierta de primera clase, sitio que servía de espacio de recreo, con bancos y sillas, se podían apreciar coloridas vidrieras que protegían del viento. El comedor estaba decorado con paneles de roble japonés y marcos de nogal. También contaba con una cúpula rematada por cristales de colores, por lo que se podía disfrutar de luz natural durante el día.
Contaba con un salón de música al que se accedía por el hall de entrada, donde había una gran escalinata, con laterales y pasamanos trabajados en madera. El suelo de este salón estaba decorado con alfombras persas, que se utilizaba como pista de baile. Fue construido un piano especialmente para ser tocado a bordo.

## Último viaje

Pintura retratando el hundimiento del Príncipe de Asturias cerca de Brasil el 5 de marzo de 1916.

### Ruta y escalas
El buque Príncipe de Asturias zarpó hacia su último viaje desde el muelle de Baleares, en el puerto de Barcelona el jueves 17 de febrero de 1916, rumbo a Buenos Aires. Su primera escala fue en la mañana del día siguiente en la ciudad de Valencia. El sábado 19 hizo escala en el Puerto de Almería y en la madrugada del domingo 20 el barco pasaba frente al cabo de Trafalgar. También se hizo escala el lunes por la mañana en Cádiz y por último el miércoles 23 en el Puerto de la Luz de Gran Canaria.
En su último viaje el vapor fue capitaneado por José Lotina Abrisqueta, un experto hombre de mar de 44 años que llevaba 15 en la naviera Pinillos.

### Pasaje
En cuanto al pasaje, no existen, o no se han conservado, listas oficiales de pasajeros y tripulación. Tal como señala García Novell, a bordo del buque viajaban aproximadamente 600 personas. Gracias a la información de la prensa de la época conocemos la identidad de 411 de ellos. La mayoría del pasaje tenía nacionalidad española o argentina si bien también había pasajeros estadounidenses, peruanos y chilenos. De los supervivientes, 59 eran pasajeros y 87 tripulación. 
A bordo del Príncipe de Asturias viajaban varias personas ilustres, como el escritor Juan Mas y Pi, el empresario Luis Descotte Jourdan, el industrial Francisco Chiquirrín, el diplomático Carl Friederick Deichman y el eminente jurista argentino Pedro Nolasco Arias. También cabe señalar al niño Juanito, hijo de la por entonces célebre tiple María Santa Cruz.

### Carga
Según algunas informaciones el Príncipe de Asturias transportaba 40 000 libras esterlinas en oro, 3364 sacas de correo y un automóvil Renault 35 HP. 
El cargamento más sobresaliente que transportaba el vapor era una obra artística notable: el Monumento a la República también llamado Monumento de los españoles. Se trataba de una construcción espectacular que incluía 20 estatuas y una estatua ecuestre del general argentino José de San Martín. Era un regalo de la comunidad española residente en Argentina a la República Argentina con motivo del Centenario de la Independencia de Argentina de España, declarada en 1816. El proyecto se había concebido en 1908, para estar listo en 1910, para la celebración del Centenario. La obra pasó por varias dificultades que retrasaron su ejecución. Fue encargada al escultor catalán Agustín Querol, quien falleció trabajando en ella el 14 de diciembre de 1909. Continuó el trabajo Cipriano Folgueras Doiztúa siguiendo los bocetos de Querol, pero este segundo artista falleció cinco meses después de hacerse cargo del proyecto. Terminó el monumento José Montserrat Portella en mayo de 1914, tras haber sufrido un nuevo retraso por una huelga en las canteras de Carrara. En 1914 no pudieron ser embarcadas hacia Buenos Aires al ser embargadas por la familia del escultor Querol. Finalmente lo hicieron en febrero de 1916, a bordo del Príncipe de Asturias, hundiéndose con el barco. El monumento se inauguró en 1927 con réplicas de las obras perdidas. Las esculturas originales fueron rescatadas en 1991 y están expuestas en Río de Janeiro.

### Colisión y hundimiento

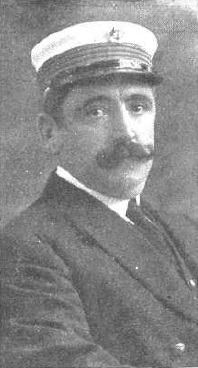
El capitán, José Lotina, falleció en el hundimiento.

En las últimas horas del sábado 4 de marzo, el buque se aproximaba al puerto de Santos en la costa de Brasil, pero el clima hizo imposible que entrase en él, permaneciendo expuesto a la tormenta, próximo a la costa. En la madrugada del domingo 5 de marzo, el buque se encontraba al norte de la península de Búzios. Era una noche cerrada de niebla, lluvia, con mar muy picada y fuertes vientos del sudoeste. Debido a las condiciones climatológicas adversas y las fuertes corrientes, el buque se hallaba fuera de su curso a escasas millas de la costa. Cuando la tripulación advirtió la cercanía, era tarde para reaccionar.
A las 4:15 de la mañana, hora del barco, el vapor chocó contra los arrecifes de Punta Pirabura (23°56′32″S 45°13′35″O / -23.94222, -45.22639), abriendo su casco a la altura de la sala de máquinas. La entrada de agua directamente a las calderas provocó una fuerte explosión que condenó al buque. Además, el agua hirviente resultante que inundaba paulatinamente la nave, abrasó y mató a pasajeros y tripulantes. El vapor se escoró violentamente a estribor y a proa impidiendo que se lanzaran los botes salvavidas, si bien el bote N.º 1 fue parcialmente arriado. Con el fallo de las calderas se interrumpió el suministro eléctrico, por lo que el radiotelegrafista, Francisco Cotanda no pudo enviar señal de socorro. A las 4:20 de la mañana una última explosión hundió finalmente el barco. La catástrofe ocurrió en tan solo 6 minutos.

### Salvamento
Los supervivientes que no fueron arrastrados por el transatlántico nadaron y trataron de alcanzar la relativamente cercana costa. Una estimación de entre 200 y 300 personas perecieron contra las rocas o ahogados en el mar embravecido. El bodeguero Buenaventura Rosés logró resguardarse en un bote que había quedado a flote. Recogió a Antonio Linares, timonel, y a otros miembros de la tripulación, como el médico de a bordo Francisco Zapata. Con solo este bote, gran esfuerzo y heroicidad, rescataron de las aguas a un centenar de supervivientes, llevándolos a una playa cercana en Pedras Duras. A las 12:00 del mediodía, el carguero francés Vega de la Société Générale de Transports Maritimes y procedente de Salvador de Bahía descubrió los restos del naufragio, recogió varios supervivientes más del agua y dio parte del siniestro. 
El 6 de marzo el transatlántico español Patricio de Satrústegui, procedente de Río de Janeiro, recibió el aviso de la pérdida del Príncipe de Asturias y acudió a la zona del hundimiento para rescatar más náufragos. Sólo logró encontrar 6 cadáveres.